# Razred amfibijskodesantih ladij Austin
Razred Austin je tip amfibijskodesantne ladje, ki jih uporablja VM ZDA. Ta tip ladje uvrščamo med amfibijskodesantne doke (LPD).

## Ladje razreda Austin
- USS Austin (LPD-4)
- USS Ogden (LPD-5)
- USS Duluth (LPD-6)
- USS Cleveland (LPD-7)
- USS Dobuque (LPD-8)
- USS Denver (LPD-9)
- USS Juneau (LPD-10)
- USS Coronado (LPD-11)
- USS Shreveport (LPD-12)
- USS Nashville (LPD-13)
- USS Trenton (LPD-14)
- USS Ponce (LPD-15)
- USS ? LPD 16 - naročilo preklicano februarja 1969